# オキシメテバノール
オキシメテバノール（Oxymetebanol、Drotebanol）とは麻薬性鎮咳薬の一つである。中枢性に作用して鎮咳作用を発揮する。コデインと比べて10倍強い鎮咳作用を示し、鎮痛作用もコデインの数倍強いが、モルヒネに比べると弱い。動物実験で中等度の中毒性と若干の依存性を生ずることが確認されたが、モルヒネやペチジンよりは弱い。商品名メテバニール。
モルフィナン骨格を持つ化合物で、テバインから合成された。1970年代に日本の三共が開発した。
米国では規制物質法でスケジュールI（乱用の危険性があり、医学的用途がなく、安全性が不足している）（ACSCN 9335）に指定されており、年間規定製造量は0である。

## 効能・効果
肺結核、急性気管支炎、慢性気管支炎、肺癌、塵肺、感冒 に伴う咳嗽

## 禁忌
以下の患者には禁忌とされている。
- 重篤な呼吸抑制のある患者
- 慢性肺疾患に続発する心不全の患者
- 痙攣状態（てんかん重積症、破傷風、ストリキニーネ中毒）にある患者
- 急性アルコール中毒の患者
- アヘンアルカロイドに対し過敏症の患者

## 副作用
重大な副作用として、添付文書には「依存性」が明記されている。
その他1%以上に、眠気、悪心、便秘、食欲不振、嘔吐 が発生する。